# Mongoloraphidia xiyue
Mongoloraphidia xiyue är en halssländeart som först beskrevs av C.-k. Yang och Chou in C.-k. Yang 1978.  Mongoloraphidia xiyue ingår i släktet Mongoloraphidia och familjen ormhalssländor. Inga underarter finns listade i Catalogue of Life.